# Carlowrightia torreyana
Carlowrightia torreyana är en akantusväxtart som beskrevs av Wasshausen. Carlowrightia torreyana ingår i släktet Carlowrightia och familjen akantusväxter. Inga underarter finns listade i Catalogue of Life.